# Remuera (Schiff, 1911)
Die RMS Remuera (I) war ein 1911 in Dienst gestelltes Passagierschiff der neuseeländischen Reederei New Zealand Shipping Company, das im Passagier- und Postverkehr zwischen Großbritannien und Neuseeland eingesetzt wurde. Am 26. August 1940 wurde die Remuera durch einen Luftangriff deutscher Torpedobomber vor der Ostküste Schottlands versenkt.

## Das Schiff
Das 11.276 BRT große Dampfschiff wurde auf der Werft William Denny and Brothers im schottischen Dumbarton gebaut und lief dort am 31. Mai 1911 vom Stapel, demselben Tag, an dem in Belfast die Titanic vom Stapel lief. Das 162 Meter lange und 20,6 Meter breite kombinierte Passagier- und Frachtschiff wurde aus Stahl gebaut und hatte einen Schornstein, zwei Masten und zwei Propeller. Es wurde von zwei dreizylindrigen Dreifachexpansions-Dampfmaschinen angetrieben, die 7314 PSi leisteten und das Schiff auf bis 15,5 Knoten beschleunigen konnten.
Die Remuera konnte 56 Passagiere in der Ersten, 88 in der Zweiten, 126 in der Dritten und 250 weitere in der so genannten Auswandererklasse unterbringen. Am 28. September 1911 lief sie in London zu ihrer Jungfernfahrt nach Wellington aus. Auf dieser Route blieb sie auch während des gesamten Ersten Weltkriegs. Am 15. Juli 1916 passierte die Remuera als erstes Schiff ihrer Reederei den Panamakanal auf einer Fahrt von Wellington nach London. Nach Kriegsende fiel sie im Februar 1919 unter das Liner Requisition Theme.
1920 wurde das Schiff modernisiert, wobei die Kabinen umgestaltet wurden und von Kohle- auf Ölverbrennung umgestellt wurde. Durch die Umbauten änderte sich die Tonnage des Schiffs auf 11.158 BRT und 7113 NRT. 1927 kam es zu weiteren Umgestaltungen im Bereich der Fahrgastunterkünfte. Auf dem Bootsdeck wurden weitere Kabinen hinzugefügt, wodurch die Rettungsboote umpositioniert werden mussten. 1933 wurden die Passagierkategorien auf Kabinenklasse und Touristenklasse reduziert.

## Versenkung
Am 19. April 1940 wurde die Remuera von der Liner Division requiriert. Am 26. August 1940 befand sie sich unter dem Kommando von Kapitän F. W. Robinson mit 93 Besatzungsmitgliedern und einem Kanonier an Bord auf einer weiteren Überfahrt von Wellington nach London, als sie 12 Seemeilen nördlich von Peterhead vor der Küste von Aberdeenshire an der Nordostküste Schottlands in einen deutschen Luftangriff geriet.
Sie näherte sich dem Landvorsprung Rattray Head, als sie von deutschen Flugzeugen gesichtet wurde. Vier Heinkel He 115-Torpedobomber von der Küstenfluggruppe 506 mit Basis in Stavanger und acht Junkers Ju 88 vom Kampfgeschwader 30 („Adlergeschwader“) im dänischen Aalborg bombardierten den Dampfer und fügten ihm massive Schäden zu. Ein Lufttorpedo von einer der Heinkel-Maschinen versenkte das Schiff schließlich auf der Position 57.50°N, 1.54°W.
Alle 94 Menschen an Bord konnten gerettet werden, manche von ihnen mit Booten aus der nahen Ortschaft Fraserburgh. Mit über 11.000 BRT war die Remuera eines der größten Schiffe, das vor der Nordostküste Schottlands unterging.